# Renault VE 20
Le Renault VE 20 est un camion prototype (concept-truck) fabriqué par le constructeur français RVI (Renault Véhicules Industriel) en 1995. Il fait partie du programme Virages et est l'évolution du Renault VE 10.
Avec le VE 10, ils sont les précurseurs du Renault AE.
VE a pour signification Véhicule Expérimental.

## Origines
En 1980, l'État français et RVI (Renault Véhicules Industriel) lancèrent le programme V.I.R.A.G.E.S (Véhicule Industriel de Recherche pour l’Amélioration de la Gestion de l’Energie et la Sécurité) ; un programme de recherches pour étudier les options techniques qui devaient équiper les véhicules futurs. Le programme, établi sur 7 ans, résulte en la sortie de deux prototypes : un premier prototype, le VE 10, qui sort à la moitié du programme, en 1985 et le VE 20, prévu pour la fin du programme en 1988.
Annoncé initialement en 1988, le concept-truck ne sera finalement dévoilé qu'en 1995.

## Caractéristiques et innovations
Le concept apporte un certain nombre d'innovations parmi lesquelles : 
- châssis allégé en longerons extrudés cintrés en aluminium,
- jambe de force au niveau de la suspension,
- boîte de vitesses horizontale placée sous le moteur,
- boîte de vitesses intégralement automatique,
- système de freinage assuré par des freins à disque hydrauliques,
- surveillance et gestion gérée par électronique,
- cabine aérodynamique testée en soufflerie.

## Postérité
Certaines innovations techniques développées dans les concepts VE 10 et VE 20 furent ainsi reconduites dans des véhicules de série tels que son successeur le Renault AE/Magnum.